# Реал Тамале Юнайтед
Футбольний клуб «Реал Тамале Юнайтед» (англ. Real Tamale United) — ганський професійний футбольний клуб, який базується в місті Тамале. Клуб заснований у 1976 році, та проводить домашні матчі на стадіоні «Аліу Махама Спортс». «Реал Тамале Юнайтед» до сезону 2023—2024 років грав у Прем'єр-лізі Гани, найвищому футбольному дивізіоні країни, проте за підсумками сезону 2023—2024 років вибув до другого дивізіону. Клуб жодного разу не ставав чемпіоном країни, та 4 рази був фіналістом Кубка Гани.